# Santa Ana (missione)
La Reducción de Nuestra Señora de Santa Ana sono le rovine di una missione fondata in Argentina nel 1633. Insieme a quelle di San Ignacio Miní, Nuestra Señora de Loreto e Santa Maria la Mayor e insieme a quella brasiliana di São Miguel das Missões, la missione è stata dichiarata Patrimonio dell'umanità dall'UNESCO.

## Storia
La missione è una delle molti fondate nel corso del XVII secolo dalla Compagnia di Gesù nelle Americhe durante il periodo della colonizzazione europea.
Le rovine si trovano nella provincia argentina di Misiones, a due chilometri dalla capitale della provincia Santa Ana, non lontano dal sito di un'altra missione gesuita, quella di San Ignacio Minì.